# Sara Seppänen
Sara Seppänen, född 29 augusti 1982 i Rovaniemi, är en finländsk lärare och politiker (Sannfinländarna). Hon är ledamot av Finlands riksdag sedan 2023.
Seppänen blev invald i riksdagsvalet 2023 med 11 153 röster från Lapplands valkrets.